# Jiba
Jiba (kinesiska: 吉巴, 吉巴门巴民族乡) är en socken i Kina. Den ligger i den autonoma regionen Tibet, i den sydvästra delen av landet, omkring 200 kilometer söder om regionhuvudstaden Lhasa. Antalet invånare är 241. Befolkningen består av 126 kvinnor och 115 män. Barn under 15 år utgör 24,0 %, vuxna 15-64 år 68 %, och äldre över 65 år 7,0 %.